# Thurgood Marshall United State Courthouse
Le Thurgood Marshall United States Courthouse est un gratte-ciel de style néoclassique de 180 mètres de hauteur construit à New York de 1933 à 1936 qui abrite un tribunal. L'immeuble a été conçu par l'architecte Cass Gilbert, le concepteur du Woolworth Building.
Il abrite les locaux de la Cour d'appel des États-Unis pour le deuxième circuit, ainsi ceux de la United States District Court for the Southern District of New York (« Cour de district des États-Unis pour le District sud de New York »).
Son nom rend hommage à Thurgood Marshall, premier juge afro-américain à avoir siégé à la Cour suprême des États-Unis entre 1967 et 1991.

## Description
En 1975, le bâtiment était techniquement relié avec le centre centre correctionnel métropolitain de New York grâce à une passerelle piétonne.